# Hind Nekari
Hind Nekari, née le 9 janvier 1985, est une escrimeuse marocaine.

## Carrière
Hind Nekari est médaillée de bronze en sabre par équipes aux Championnats d'Afrique d'escrime 2008 à Casablanca. Elle est médaillée de bronze en fleuret par équipes aux Championnats d'Afrique d'escrime 2009 à Dakar.